# Južnoarapski Protektorat
Južnoarapski Protektorat (arapski: محمية عدن ) je naziv za kratkotrajni britanski protektorat) koji je postojao od 1962. do 1967. godine na jugoistoku Arapskog poluotoka istočno od luke Aden, većim dijelom na području Hadramauta.

## Povijest
Južnoarapski Protektorat nastao je 1963. zapravo kao rezultat neuspjeha britanske kolonijalne politike. Još je ranih 1950-ih britanski savjetnik za zapadni dio Protektorata Aden - Kennedy Trevaskis, sastavio plan koji je predviđao da se od Protektorata Aden stvore dvije federacije, na području gdje su postojale dvije upravne podjele. Cilj tog plana je bio da se osujete pokušaji destabilizacije od strane Sjevernog Jemena i njegovog kralja Ahmada bin Jahje, koji je na razne načine pomagao anti-britanske snage po Južnom Jemenu, tako da su učestale pobune 1950-ih po brojnim sultanatima. Želja je bila i da se stvori modernija uprava s više lokalne samuprave i manje korupcije, i smanji tiranija brojnih feudalnih vladara.
Međutim naglo buđenje arapskog nacionalizma i njihova želja da se što prije oslobode britanske kolonijalne prisutnosti, natjeralo je Britance da brže djeluju. Tako su oni naumili od Protektorata Aden napraviti Federaciju Arapskih Emirata Juga i tako barem formalno prikriti razloge za nezadovoljstvo kod podanika. To je ostvareno11. veljače 1959., kad je šest sultanata potpisalo sporazum o osnutku Federacije Arapskih Emirata Juga. U sljedeće tri godine, Federaciji se pridružilo još devet sultanata, a 18. siječnja 1963. i bivša Kolonija Aden, tad je prestao postojati Protektorat Aden i nastala je Južnoarapska Federacija - formalno neovisna država. 
Međutim istočni sultanati i šeikati koji su bili puno konzervativniji i zaostaliji nisu se htjeli pridružili takvoj Federaciji nego su osnovali svoj Južnoarapski Protektorat 18. siječnja 1963., koji je na izvjestan način ostao onakav kakav je dotad bio Protektorata Aden.
Unutar Južnoarapskog Protektorata bili su sljedeći sultanati i njihovi šeikati; Sultanat Kathiri, Sultanat Mahra, Sultanat Qu'aiti i Vahidski Sultanat(sve bivše članice Istočnoadenskog protektorata) njima se pridružio i udaljeni Sultanat Gornja Jafa sa svojih pet šeikata (Busi, Dhubi, Hadrami, Maflahi i Mausata) dotada član Zapadnoadenskog protektorata.

Južnoarapski Protektorat je raspušten nakon proglašenja neovisnosti Narodne Republike Južni Jemen, 30. studenog 1967. godine. Nakon toga su raspušteni i sultanati i šeikati koji su ga tvorili. Nakon toga se Narodna Republika Južni Jemen ujedinila s Sjevernim Jemenom 22. svibnja 1990. u današnju državu Republiku Jemen.

## Pogledajte i ovo
- Kolonija Aden
- Protektorat Aden
- Federacija Arapskih Emirata Juga
- Južnoarapska Federacija